# Mercado eléctrico de España

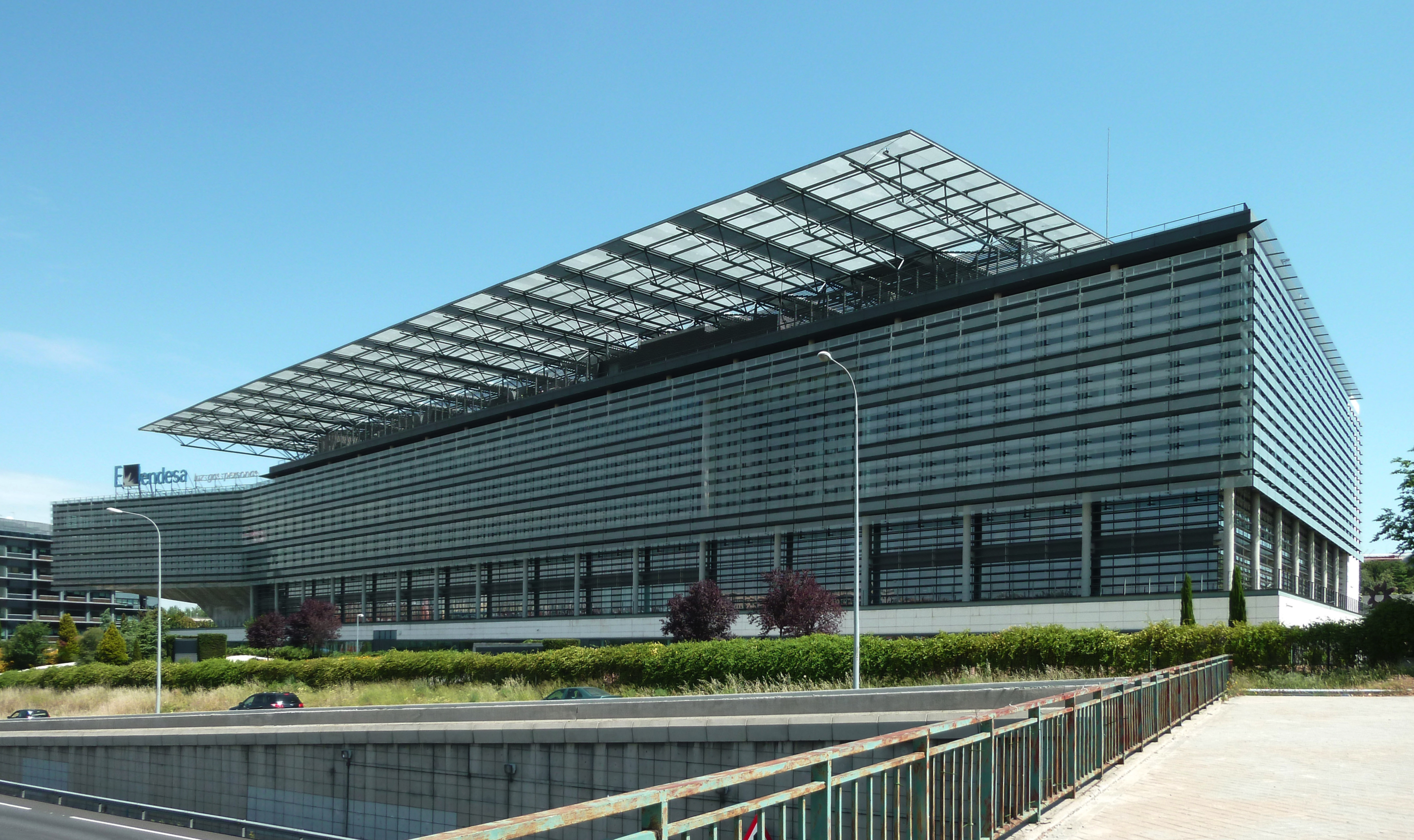
Sede de Endesa en Madrid

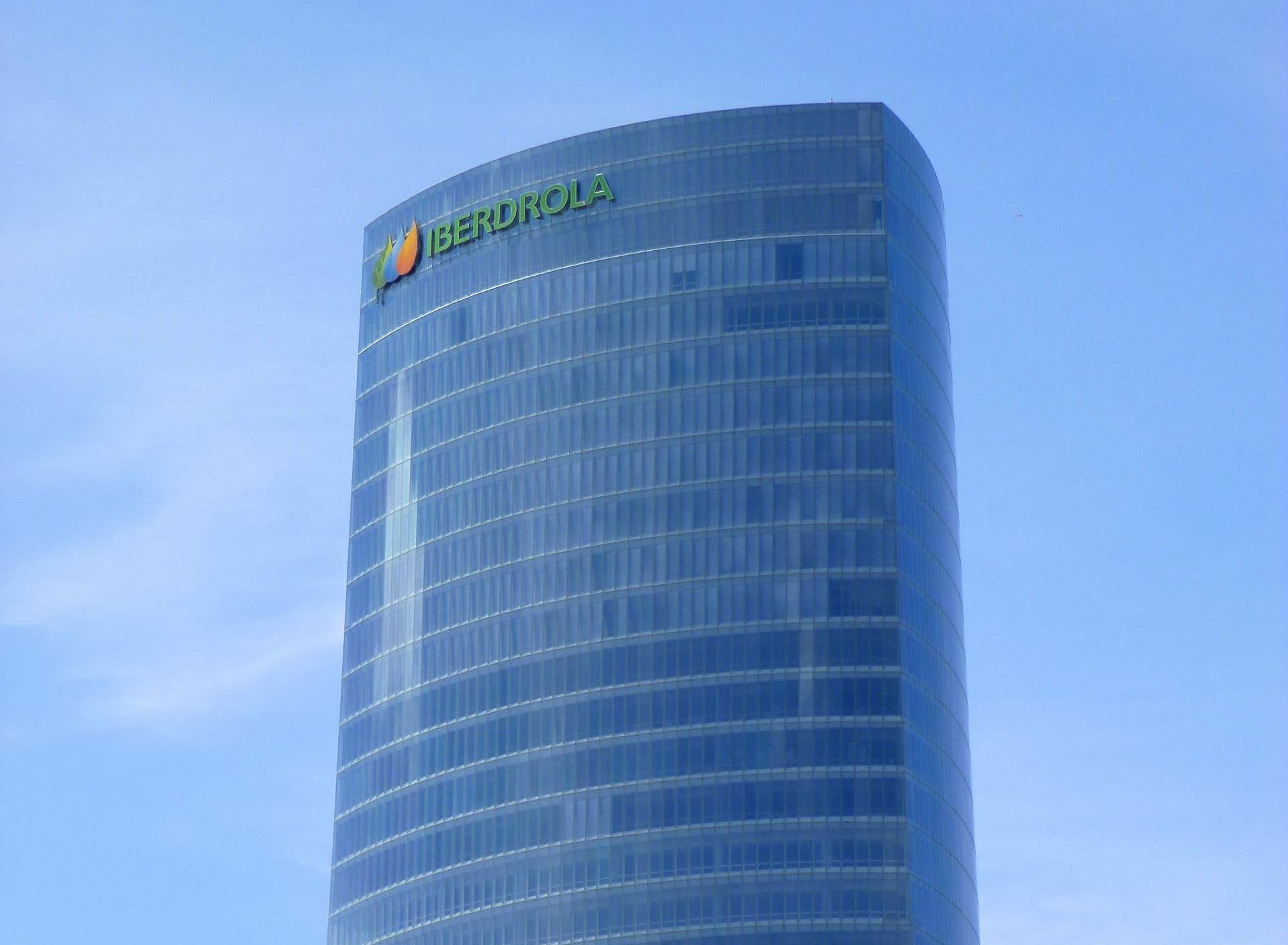
Sede de Iberdrola en Bilbao

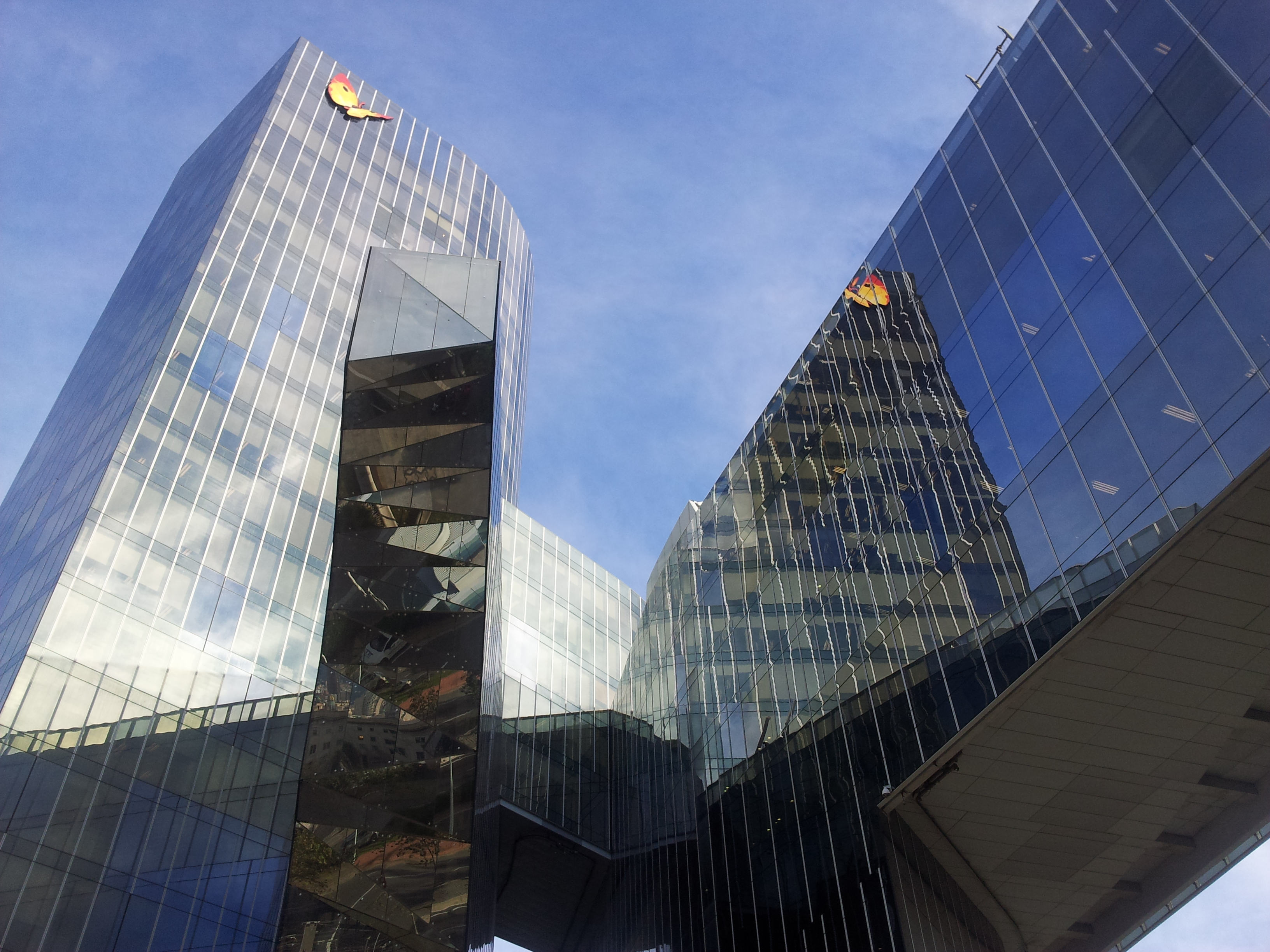
Sede operativa de Naturgy en Barcelona, antigua sede social, que se trasladó a Madrid en 2017 debido al proceso soberanista catalán

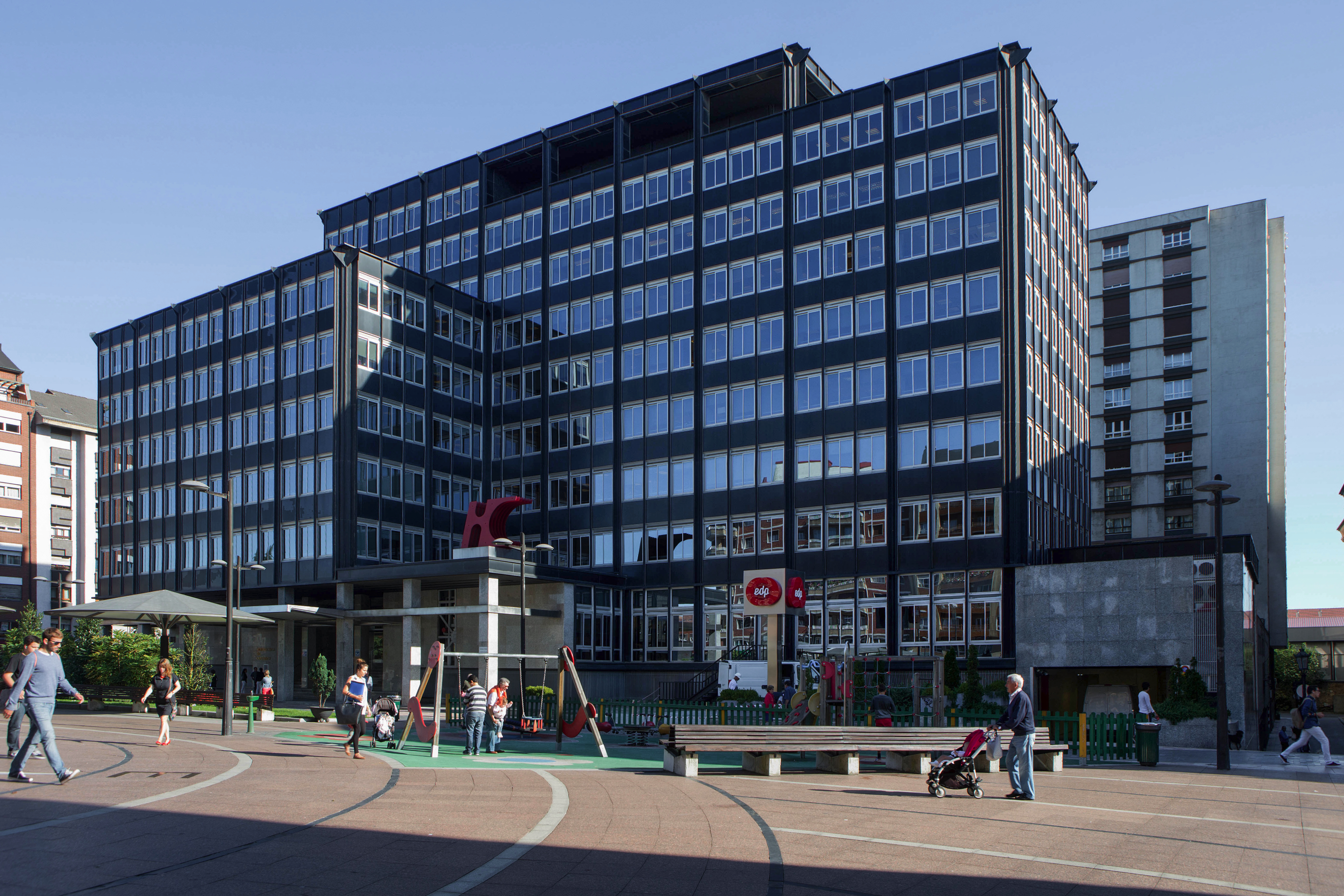
Sede de EDP en Oviedo

El mercado eléctrico de España es el conjunto de mercados (de plazo, del día anterior, entre diario, etc.) donde se negocia la compra y venta de energía eléctrica con entrega en la red peninsular española. Se estableció como consecuencia de la liberalización del sector eléctrico que tuvo lugar en el año 1997 con la promulgación de la Ley del Sector Eléctrico 54/1997, reformulada por la Ley 24/2013.

## Historia
Hasta el año 1997 el sistema eléctrico español estaba estructurado como un sistema regulado en el que el Gobierno establecía el precio de la electricidad, que remuneraba la totalidad de los costes incurridos (principalmente, generación, transporte y distribución de la electricidad) a un conjunto de compañías eléctricas privadas. La principal excepción era Endesa, compañía pública fundada para la generación con carbón nacional, que suministraba el 28 % del mercado de generación en 1997. No obstante, dicha compañía absorbió en 1996 a Fecsa y Sevillana, lo que la convirtió previamente a su privatización en el mayor grupo español, con el 41 % de la generación.
La liberalización del sector se apoya en la teoría, internacionalmente aplicada, de que la división vertical de actividades y su posterior reglamentación específica pueden conseguir introducir la competencia y aumentar la eficiencia conjunta del sector eléctrico.[cita requerida] La división resultante fue de generación, transporte, distribución y comercialización.
En 1997, durante el primer Gobierno de Aznar, se promulgó la Ley 54/1997, de 27 de noviembre, del Sector Eléctrico (como transposición de la Directiva 96/92/CE de 19 de diciembre de 1996), que liberalizaba el mercado eléctrico. Esta sufrió luego diversas modificaciones en virtud de la Ley 53/2002, de 30 de diciembre, de la Ley 24/2005, de 18 de noviembre, y de la Ley 17/2007, de 4 de julio. Ha sido derogada mediante la nueva Ley del Sector Eléctrico 24/2013 aprobada en diciembre de 2013 que, no obstante, mantiene la estructura básica del sector.
Esta regulación permitió la entrada de nuevos agentes en el mercado,[cita requerida] como las comercializadores independientes o las cooperativas de energías renovables.

## Estructura

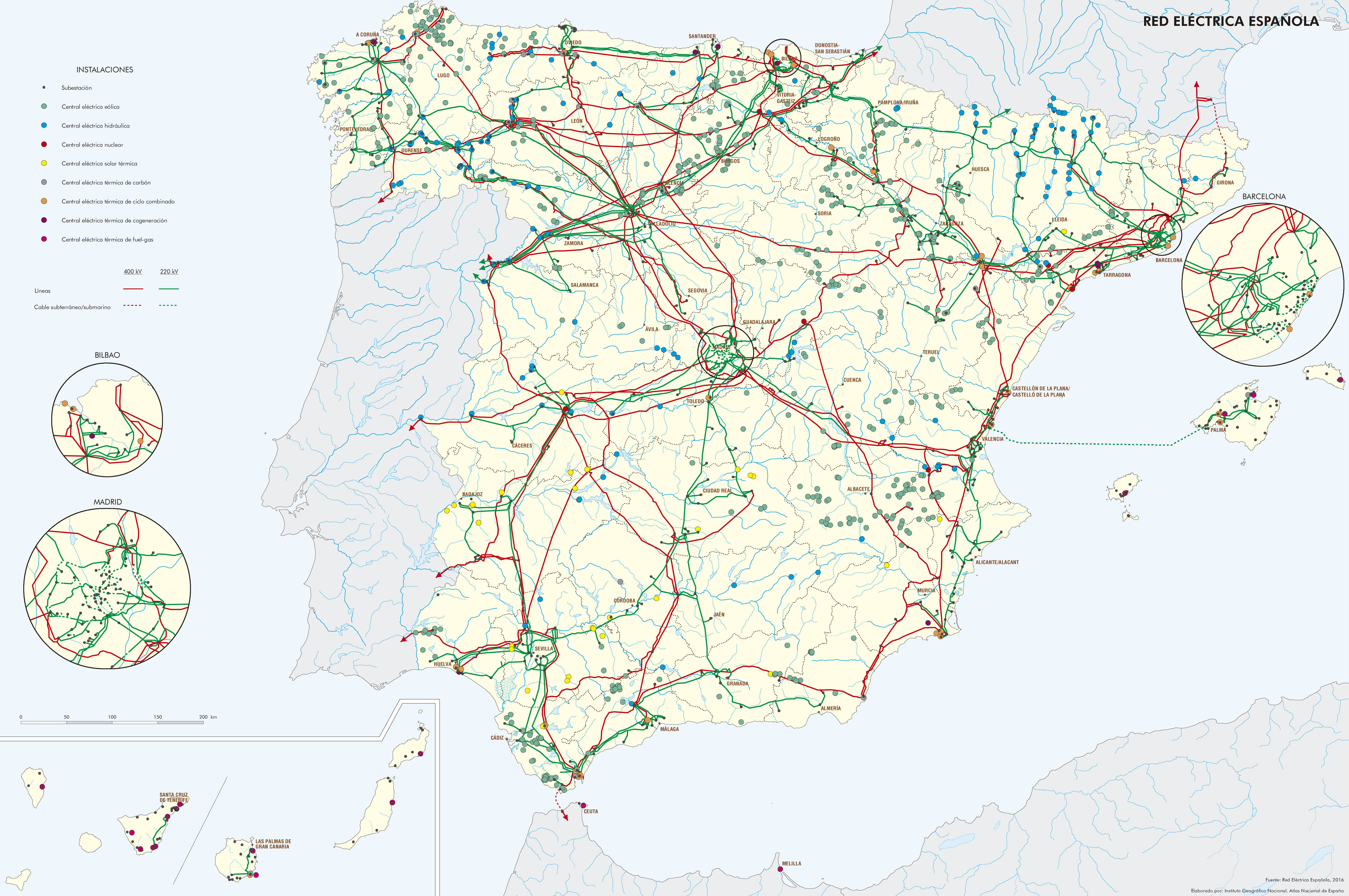
Mapa de las centrales, subestaciones y líneas de alta de tensión en España, 2016

La estructura legal y comercial del sistema eléctrico español se basa en el reconocimiento de dos tipos de actividades: actividades parcialmente liberalizadas, como la producción y la comercialización, en manos de empresas privadas, y actividades reguladas, como el transporte y la distribución, en manos de empresas públicas.
En principio, las actividades libres pueden ser realizadas por cualquier agente en condiciones similares a cualquier otra actividad comercial. Por otra parte, las actividades reguladas resultan en general de la existencia de un monopolio natural (transporte y distribución) y requieren de una autorización y supervisión administrativas específicas.
Una parte de la producción se realiza en régimen regulado. La producción que disfruta de subsidios (renovables y cogeneración está sujeta, para recibir dichos subsidios, a un régimen regulatorio similar al del transporte y la distribución. Las centrales de carbón nacional están también sujetas a un régimen regulado específico. 
La situación en los territorios extra-peninsulares (Baleares, Canarias, Ceuta y Melilla) es peculiar. La producción es una actividad regulada, mientras que la comercialización es una actividad libre. Los comercializadores no adquieren su energía en el mercado mayorista, sino de forma regulada al precio del mercado peninsular.

### Gestión

#### Operador del mercado
OMIE (Operador del Mercado Ibérico de Energía), como operador del mercado, es el responsable de la gestión económica del sistema.

#### Operador del sistema
Red Eléctrica de España, S.A. es la sociedad participada por el Estado responsable de la gestión técnica y mantenimiento de las líneas, cableados, las torres de alta tensión, etc. para asegurar una correcta y segura distribución y transporte de la electricidad. En su página web, se puede consultar la demanda y la producción de electricidad en tiempo real según las diferentes fuentes de generación de electricidad: solar fotovoltaica, hidráulica, eólica, nuclear, ciclo combinado, etc.

#### Agentes representantes
Son los interlocutores entre los productores de energía eléctrica y el mercado eléctrico, interactuando con el Operador del Mercado, el Operador del Sistema, la Comisión Nacional de la Energía y las empresas distribuidoras.

#### Gestores de carga
Aquellas sociedades mercantiles que, siendo consumidores, están habilitadas para la reventa de energía eléctrica para servicios de recarga energética, así como para el almacenamiento de energía eléctrica para una mejor gestión del sistema eléctrico.

#### Agentes externos
Se entiende por agente externo a toda persona física o jurídica que entregue o tome energía eléctrica de otros sistemas exteriores.

#### Empresas distribuidoras

Distribuidoras más imporantes. Son las empresas que mantienen las redes de transporte y distribución en cada zona:
e-distribución (Endesa)
i-DE (Iberdrola)
Unión Fenosa (Naturgy)
Redes (EDP)
Viesgo (TotalEnergies)

Los agentes distribuidores tienen la función de distribuir energía eléctrica, así como construir, mantener y operar las instalaciones de distribución destinadas a situar la energía en los puntos de consumo, como viviendas, oficinas, empresas, etc. No se pueden elegir. Las principales empresas distribuidoras son: 
- e-distribución (Endesa) (ES0023, ES0024, ES0029, ES0288, ES0363, ES0396, ES0031, ES003140 y ES003110)
- i-DE (Iberdrola) (ES0021)
- Unión Fenosa (Naturgy) (ES0022, ES0390 y ES0397)
- Viesgo y Begasa (TotalEnergies) (ES0026 y ES0033)
- Redes (EDP) (ES0026)

e-distribución (Endesa) gestiona las redes de Cataluña, Aragón, Andalucía, Baleares, Canarias, Ceuta, Melilla y zonas de Extremadura. i-DE (Iberdrola) tiene más presencia en Castilla y León, la Comunidad Valenciana, la Región de Murcia, el País Vasco, Navarra y La Rioja, así como zonas de Extremadura, Madrid, sur de Cataluña y Castilla-La Mancha. Unión Fenosa (Naturgy) lo hace en Galicia y zonas de Madrid, Castilla y León, Castilla-La Mancha y norte de Andalucía. Redes (EDP) se encarga de casi todo el Principado de Asturias. Viesgo (TotalEnergies) regula la distribución en el noreste de provincia de Palencia, noroeste de la de Burgos y sur del Principado de Asturias. Begasa (TotalEnergies) en el noroeste de la provincia de Lugo.

### Comercialización mayorista
A efectos prácticos, España y Portugal son considerados como una isla respecto a la producción y distribución de la electricidad, pues existen pocas conexiones con Centroeuropa y el sur de África. El Mercado Ibérico de la Electricidad está constituido por productores de electricidad que venden la energía eléctrica a las empresas que luego la venderán a los consumidores finales. Los paquetes negociados son extremadamente variados, incluyendo ventas de energía con entrega durante todas las horas de un trimestre, cerradas con medio año de antelación, hasta transacciones de energía con entrega a una hora específica, cerradas con pocas horas de antelación.
Estos mercados pueden ser bilaterales (donde los vendedores y los compradores negocian directamente entre ellos) u organizados (donde estos negocian a través de una sociedad, de forma similar a una bolsa de valores). Son particularmente relevantes las transacciones organizadas en torno al OMIE (Operador del Mercado Ibérico Español), donde se negocian productos de corto plazo (para el día siguiente y durante el mismo día de negociación), y al OMIP (Operador del Mercado Ibérico Portugués), donde se negocian productos de más largo plazo. El ámbito geográfico de todos estos mercados es la península ibérica, al estar España y Portugal integradas en el mismo mercado eléctrico mayorista, conocido como MIBEL (Mercado Ibérico de la Electricidad).
De entre todas las operaciones organizadas destaca el mercado diario, o del día antes, conocido como «pool», gestionado por el OMIE. Su precio es el «precio de mercado». Su importancia deriva de su elevada liquidez, ya que existen un conjunto de obligaciones e incentivos que motivan que la práctica totalidad de los productores presenten ofertas en este mercado. En dicho mercado diario los agentes presentan ofertas de venta de electricidad o de compra (la demanda o el bombeo) para cada una de las 24 horas del día siguiente. Cada oferta debe consistir en, al menos, una cantidad (MWh) y un precio (€/MWh). Cada «unidad de oferta» (que coinciden con centrales de producción en el caso de grandes instalaciones) puede presentar hasta 25 ofertas para cada hora. Entonces se fija un «precio de mercado» que garantiza que todas las ofertas de venta aceptadas tengan un precio igual o inferior, todas las ofertas de compra aceptadas tengan un precio igual o superior, y la cantidad total aceptada de compra sea igual a la cantidad total aceptada de demanda. Adicionalmente, se respetan una serie de «condiciones complejas» que permiten evitar, por ejemplo, que las centrales de producción no se vean sometidas a picos de subida o bajada de producción físicamente imposibles. Todas las ventas o compras de energía se pagan, para cada hora, al mismo precio, lo que provoca que todas las fuentes de energía se paguen al precio de la fuente más cara, incluidas las renovables, como la eólica o la hidroeléctrica, que son mucho más baratas al utilizar recursos naturales. Dicho sistema es por ello llamado «marginalista» y es el que se encuentra en vigor en la práctica totalidad de los sistemas liberalizados. 
Una razón para este hecho es que los mercados marginalistas inducen a que los generadores oferten su coste marginal de producción. En el caso de un generador nuclear el coste es muy bajo (debido al bajo coste del combustible nuclear), por lo que también lo es su oferta. Un generador de carbón o de gas natural ha de hacer frente a un combustible más caro, así como a impuestos que gravan la emisión de gases contaminantes, lo que explica su oferta más elevada. Adicionalmente el elevado coste de parar o arrancar un reactor nuclear también contribuye a una oferta baja (es, en efecto, la diferencia entre coste variable y coste marginal). Las plantas de carbón nacional son ofertadas por Red Eléctrica de España según ofertas establecidas por el Ministerio de Industria. En cuanto a los generadores renovables y plantas de coproducción han de presentar también ofertas, siendo los ingresos obtenidos en el mercado complementados por una remuneración específica administrativamente establecida. Las ofertas de las principales tecnologías renovables (energía eólica y fotovoltaica) se realizan a precio nulo. Adicionalmente existen ofertas de carácter instrumental que reflejan contratos bilaterales entre un comprador y un vendedor cerrados al margen del mercado organizado de OMIE.
Los mercados intradiarios tienen una regulación muy similar a la del mercado diario. Se realizan seis sesiones durante cada día que permiten ajustar los desvíos debidos a errores en la previsión de la demanda (que se refleja en las ofertas de compra de energía de las comercializadoras), o desvíos en la producción (por incidencias técnicas u otras razones).
El resultado de estos mercados es comunicado al Operador del Sistema, Red Eléctrica de España, para su ejecución. Puede no ser físicamente factible, ya que no tiene en cuenta ciertas restricciones físicas de operación. Las más relevantes se refieren a la posible falta de capacidad de transporte, que puede limitar la evacuación de energía de ciertas centrales específicas. El Operador del Sistema resuelve estas restricciones modificando el despacho de ciertos grupos de producción, en la cantidad mínima necesaria y al menor coste posible. Adicionalmente el Operador del Sistema necesita disponer de reservas de producción (generadores cuya producción pueda subir o bajar rápidamente si es necesario) que le permitan hacer frente a posibles contingencias (por ejemplo, la pérdida repentina de un grupo generador). Todos estos recursos posteriores al cierre del mercado diario y los mercados intradiarios se denominan Servicios de Ajuste. El Operador del Sistema se procura estos recursos mediante mercados. En dichos mercados hay un solo comprador (el propio Operador del Sistema) y tantos vendedores como generadores dispuestos a proporcionar estos Servicios de Ajuste.

#### Empresas productoras de energía eléctrica en régimen ordinario
Se considera agente productor de energía eléctrica a toda aquella persona física o jurídica que genera energía eléctrica, construye, opera y mantiene las centrales de producción.
Las empresas que cuentan con mayor capacidad de producción en sus centrales eléctricas en España son, por orden de mayor a menor potencia instalada: 
- Iberdrola
- Endesa
- Naturgy
- TotalEnergies
- EDP
- Repsol

#### Empresas, cooperativas o personas jurídicas productoras de energía eléctrica en régimen especial
Los productores en régimen especial son los productores que utilizan energía primaria de origen renovable o cogeneración de alta eficiencia, así como los autoproductores, siempre y cuando la potencia instalada de las instalaciones no supere los 50 MW.

#### Empresas comercializadoras mayoristas
Las empresas comercializadoras de electricidad son aquellas empresas eléctricas encargadas de vender la electricidad a los clientes finales. Primero las empresas productoras venden la electricidad a las comercializadoras en el mercado mayorista y luego las comercializadoras a los clientes finales en el mercado minorista.
Los consumidores directos o cualificados son aquellos que pueden adquirir la energía eléctrica en cada momento por otros procedimientos diferentes al consumidor a tarifa.

### Comercialización minorista
Son pocos los consumidores que adquieren su energía de forma directa en el mercado mayorista. La mayor parte de los consumidores lo hacen a través de empresas comercializadoras, que adquieren la energía en el mercado mayorista y les transfieren los costes regulados establecidos por la administración.
Así pues, la factura se establece de forma aditiva a partir de dos conceptos claramente diferenciados:
- El coste variable o consumo de electricidad, que incluye además del coste de producción de la energía propiamente dicha el de la potencia instalada y otros de mayor complejidad.
- El coste fijo o regulado. Los principales conceptos que incluyen son los costes del mantenimiento de las redes de transporte y distribución, los subsidios a las energías renovables, las anualidades del déficit eléctrico y otros costes de menor entidad. Suponen en torno a la mitad de la factura para un cliente doméstico medio.

La competencia en el mercado minorista se limita al primer concepto (el coste de la energía), al ser los costes de acceso una cantidad establecida por la administración. La comercializadora canaliza los contactos del cliente final con el resto de los agentes del sistema, incluida la empresa distribuidora que posee y mantiene la red eléctrica que suministra al cliente, y que puede ser parte o no del mismo grupo empresarial que la comercializadora. El dinero cobrado por la comercializadora a sus clientes entra en el llamado «sistema de liquidaciones»: una caja común del sistema de la cual se paga a los diversos agentes. La legislación actual del mercado minorista distingue dos tipos de clientes finales: los del mercado libre y los del mercado regulado.

#### Mercado libre
Todos los clientes pueden establecer contratos con cualquier comercializadora, que incluirá distintas cláusulas comerciales sobre precio del kWh con o sin discriminzación horaria o variaciones del mercado mayorista, condiciones de pago u otros servicios. Esto conforma el mercado libre. Estos contratos normalmente fijan una tarifa plana para pagar la electricidad todos los meses del año al mismo precio y evitar así fuertes subidas o bajadas, pero normalmente se suele pagar el coste del kWh a un precio mucho más caro que en el mercado regulado. Algunas comercializadoras ofrecen ofertas conjuntas de gas y electricidad, energía 100 % renovable, servicios como reparaciones eléctricas o seguros de electrodomésticos. 
«Ningún año la oferta del mercado libre ha sido más barata que la del mercado regulado, pese a los presuntos descuentos ofertados por las eléctricas, por lo que estar en el mercado regulado es la vía más sencilla para ahorrar, aunque no siempre la más ética o ecológica», señalan desde la Fundación de Familias Monoparentales Isadora Duncan. Entre 2021 y 2022, con la circunstancia de los máximos históricos del precio del gas y la invasión rusa de Ucrania de 2022, sí podían encontrarse en el mercado libre precios más baratos. El 5 de mayo de 2022, en unas polémicas declaraciones, el presidente de Iberdrola, José Ignacio Sánchez Galán, indicó que «solamente los tontos que siguen con la tarifa regulada».

##### Empresas comercializadoras minoristas en el mercado libre
Las empresas comercializadoras de electricidad son aquellas empresas eléctricas encargadas de vender la electricidad a los clientes finales. Primero las empresas productoras venden la electricidad a las comercializadoras en el mercado mayorista y luego las comercializadoras a los clientes finales en el mercado minorista.
Las comercializadoras del mercado libre son las que ofrecen tarifas fijadas por ellas mismas, por lo cual, proponen descuentos y servicios adicionales. A modo de ejemplo, permiten contratar tarifas con discriminación horaria especiales, con precios que varían en función de las horas del día, o tarifas planas para evitar las subidas y bajadas del precio de la luz. 
En 2021 un 60 % de los consumidores eléctricos disponían de un contrato en el mercado libre. Las comercializadoras con la mayor cuota de mercado son:
- Endesa
- Iberdrola
- Naturgy
- Total Energies[19]
- EDP
- Repsol

Además de las cinco principales comercializadoras que dominan el mercado energético, existen más de 500 comercializadoras operativas en España, algunas más grandes y otras más pequeñas, que buscan hacerse un hueco en el mercado libre. En los últimos años, España ha experimentado un importante aumento en la cantidad de comercializadoras que ofrecen sus servicios y España se ha convertido en uno de los países con más compañías de luz por habitante ya que podemos encontrar unas 270 compañías que trabajan por hacerse con algunos de los 29 000 000 de contratos que existen en el país. A pesar de esto, la cantidad de comercializadoras en España sigue subiendo y 1,2 M de usuarios cambiaron al mercado libre en 2021.
- Gesternova Energía
- Podo[21]
- Holaluz
- Lucera
- Fortuluz
- Factor Energía
- Lersa Energía
- Suministros Especiales Algin
- Eléctrica de Ceuta
- Sollerense
- Axpo Iberia
- Electra de Cardener
- Escandinava de Electricidad
- Energy Go
- MásMóvil Energía
- Pepenergy
- Octopus
- Lumisa

#### Mercado regulado
Los clientes que tengan una potencia contratada inferior a 10 kW y un contador pueden acogerse al llamado Precio Voluntario para el Pequeño Consumidor (PVPC), anteriormente llamado Tarifa de Último Recurso (TUR). Esta tarifa cobra el kWh de electricidad al precio que fija el mercado mayorista de la electricidad para cada hora y día del año, por tanto, el precio varía cada hora y cada día. En invierno y en verano los precios son más caros que en primavera y otoño, por lo que suele haber fuertes subidas y bajadas. Se puede ahorrar si el consumidor concentra el consumo en las horas con menor demanda, las llamadas franjas valle, y evita el consumo en las horas con mayor demanda, las llamadas franjas punta. Cada hora se registra un precio distinto calculado con distintos valores, el cliente puede consultarlos en la página web de la Operador del Mercado Ibérico Español (OMIE) y en distintos medios de comunicación que los difunden. En el caso de que el consumidor no tenga un contador con discriminación horaria que haga posible conocer su consumo por horas, se le aplicará un perfil horario publicado por Red Eléctrica de España a la energía consumida medida por su contador. Estos clientes solo pueden contratar el servicio con una «comercializadora de referencia» designada por la CNMV. 
En 2018, la CNMC obliga a las compañías eléctricas a operar en el mercado regulado bajo otro nombre y otro logo distinto al del mercado libre.

##### Empresas comercializadoras minoristas en el mercado regulado
Las empresas comercializadoras de electricidad son aquellas empresas eléctricas encargadas de vender la electricidad a los clientes finales. Primero las empresas productoras venden la electricidad a las comercializadoras en el mercado mayorista y luego las comercializadoras a los clientes finales en el mercado minorista.
Las siguientes comercializadoras ofrecen los precios acordados en el PVPC.
- Energía XXI (Endesa)
- Curenergía (Iberdrola)
- Comercializadora Regulada (Naturgy)
- Baser (TotalEnergies)
- Comercializador de Referencia Energético (CHC Energía)
- Régsiti (Repsol)
- Teramelcor (Gaselec Diversificación)
- Energía Ceuta XXI (Endesa)

### Consumidores: la factura de la luz
El precio final que paga el consumidor se divide entre la potencia contratada y el consumo. Se le añade el IVA, el impuesto eléctrico y el alquiler del contador.

#### Potencia contratada
Por un lado, se aplica un precio fijo en relación con la potencia contratada por el cliente. La inmensa mayoría de los hogares tiene menos de 10 kW.
El nivel de tensión y la discriminación horaria caracterizan la estructura de tarifas de acceso a redes de los distintos suministros: tarifas de acceso en uno, dos y tres periodos tarifarios en baja tensión (menos de 1 kV), tres y seis periodos tarifarios en media tensión (de 1 a 30 kV), y seis periodos tarifarios en alta tensión (más de 30 kV).
Los costes de acceso se cobran según un sistema binómico. La potencia contratada por el consumidor (kW) se multiplica por un cierto coeficiente (€/kW), y la energía consumida (kWh) por otro coeficiente (€/kWh). Para los costes de suministro (principalmente transporte y distribución), la metodología es establecida por el regulador sectorial (la Comisión Nacional de los Mercados y la Competencencia, CNMC) y resulta en una parte de la tarifa dominada por el término de potencia (€/kW). Para los costes de política (principalmente la remuneración específica) es el Ministerio de Industria quien establece la tarifa, resultando en una parte de la tarifa dominada por el término de energía (€/kWh).
Los costes se cargan a los consumidores de una forma muy heterógenea. Así, los grandes consumidores electrointensivos hacen frente a unos peajes muy reducidos (del menos de 1 c€/kWh) en comparación con los clientes domésticos (del orden de 10 c€/kWh). Existen también términos específicos para consumidores autoproductores.

#### Consumo
El precio que cobra la compañía eléctrica por el kWh será el que más influenciará el precio final de la factura y dependerá fundamentalmente de si el cliente se encuentra en el mercado libre o en el mercado regulado. Los precios en el mercado libre por lo general son siempre bastante más altos. La CNMC pone a disposición de los clientes un comparador de precios.
El precio el kWh se subasta entre las compañías productoras de electricidad a través del operador del mercado OMIE (Operador del Mercado Ibérico Español), responsable de la gestión económica del sistema. Hay dos tipos de subasta: diaria y trimestral. En la subasta trimestral además de las eléctricas, participan agentes financieros, como los bancos, banca comercial, o banca de inversión, los cuales negocian con el precio de la electricidad, y actúan de intermediarios entre las compañías eléctricas y el Estado. Según Jorge Morales de Labra, director de GeoAtlanter, esto implica un sobrecoste de 500 millones de euros anuales (dividido entre 20 millones de consumidores son 25 € por consumidor).
Bono social
Los consumidores que se encuentren en una situación económica social u económica vulnerable o en riesgo de exclusión social tienen derecho al bono social, un descuento en la factura.

#### Costes incluidos en el precio final

##### Coste de producción de la electricidad
Este precio está fuertemente influido por la climatología. Por ejemplo, en verano, hay menor disponibilidad de agua y viento, por lo que el sistema no puede aprovechar tanto la energía hidráulica y la energía eólica, pero existe más sol, por lo que se genera mayor energía solar fotovoltaica y solar térmica. En otoño y primavera, con la llegada de borrascas que traen lluvia y viento, se produce más energía eólica e hidroeléctrica. Cuando las renovables no producen la mayor parte de la energía, el suministro del sistema depende más de fuentes de energía de combustibles fósiles, que son más caras, y deben pagar además derechos de emisión de gases de efecto invernadero. Se trata principalmente del gas que se quema en las centrales de ciclo combinado o en las turbinas de gas. El precio del gas, al ser importado, está más expuesto a la volatibilidad del mercado internacional, con influencia, por ejemplo, de decisiones geopolíticas, como la invasión rusa de Ucrania.

##### Márgenes de beneficio
Además, existen críticas por la falta de competencia, con acusaciones de oligopolio hacia las 4 principales empresas eléctricas. El Informe sobre el sector energético español, del 7 de marzo de 2012, elaborado por la Comisión Nacional de Energía detalla:

Con respecto al nivel de competitividad del sistema, en España los precios finales, especialmente de electricidad, que tienen un impacto directo en la competitividad industrial, se situaron en 2011 en el rango elevado de la Unión Europea. Por su parte, los precios finales para los consumidores doméstico-residenciales, especialmente de electricidad, registran puestos entre los más elevados del ranking europeo
Informe sobre el sector energético español, del 7 de marzo de 2012, CNE - Comisión Nacional de Energía

##### Beneficios caídos del cielo
Dentro de los márgenes de beneficio de las compañías eléctricas, que son públicos, se les paga a estas compañías los «beneficios caídos del cielo», ya que al existir en la actualidad un mercado mayorista marginalista, se paga la electricidad de fuentes baratas al precio de las fuentes más caras.

##### Intermediarios
En la subasta trimestral del mercado mayorista, además de las eléctricas, participan agentes financieros, como los bancos, banca comercial, o banca de inversión, los cuales negocian con el precio de la electricidad, y actúan de intermediarios entre las compañías eléctricas y el Estado. Según Jorge Morales de Labra, director de GeoAtlanter, esto implica un sobrecoste de 500 millones de euros anuales (dividido entre 20 millones de consumidores son 25 € por consumidor).

##### Ayudas a los productores de energía eléctrica en régimen especial (renovables o cogeneración de alta eficiencia)
El principal concepto de coste son los subsidios que da el Estado a los generadores renovables y la cogeneración, que desde la aprobación de la ley del Sector Eléctrico 24/2013 figuran generalmente como «retribución específica», y con anterioridad como «primas». En 2013 ascendieron a un acumulado de 9842 millones de euros. Representa en torno a un 17 % de la factura en verano de 2021 y es el concepto más polémico, pues muchos consumidores no entienden por qué este gasto lo deben pagar los consumidores, aunque las energías renovables, al ser más baratas, contribuyen a frenar la subida del precio final de la factura de la luz.

##### Peajes de distribución y mantenimiento de redes de distribución
El siguiente concepto de coste es el de los costes de distribución, 5070 millones de euros, que van dirigidos a mantener las redes de circulación de la electricidad en pueblos y ciudades, así como la instalación y lectura de contadores, su mantenimiento y actualización periódicos. Representa en torno a un 10 % de la factura en verano de 2021.

##### Peajes de transporte y mantenimiento de redes de transporte
Los costes de transporte suponen 1597 millones de euros. Van dirigidos a mantener los 43 000 km de líneas de alta tensión de Red Eléctrica de España que se encargan de transportar la electricidad, así como las más de 5000 subestaciones que velan porque la electricidad llegue a los consumidores a la tensión adecuada. Representa en torno a un 3 % de la factura en verano de 2021.

##### Déficit de tarifa
Durante años, ante la subida del precio de la factura de la luz y el creciente enfado de los consumidores, los responsables políticos comenzaron a aplicar una congelación del precio al margen de la subida de los costes declarados de la energía, que se transformó en «deuda», e intereses, de los consumidores con las empresas productoras de electricidad. Se critica que fue una decisión populista que solo consiguió poner un parche coyuntural al problema estructural de la subida del precio de la luz, creando un problema mayor, pues los consumidores acabarían pagando más caro después lo que no pagaron entonces. La anualidad del déficit de tarifa son 2668 millones de euros, consecuencia de la mala gestión política. Representa en torno a un 5 % de la factura en verano de 2021.

##### Solidaridad interterritorial con Baleares, Canarias, Ceuta y Melilla
La compensación extrapeninsular son 903 millones de euros que se pagan a Endesa en concepto de solidaridad interterritorial para que la electricidad llegue a las islas Canarias, las islas Baleares, Ceuta y Melilla al mismo precio que en el resto de España y sus habitantes no sufran un precio excesivo. Representa en torno al 4 % de la factura de la luz en verano de 2021.

##### Impuestos
La electricidad se grava con el impuesto eléctrico, históricamente del 5,1127 %, el impuesto sobre el valor de la producción de energía eléctrica (IVPEE), del 7 %, y el impuesto al valor añadido (IVA), históricamente del 21 %. Tras una escalada histórica del precio del kWh a causa de la subida del precio del gas, el gobierno del Partido Socialista Obrero Español y Podemos, presidido por Pedro Sánchez, bajó el IVA aplicado del 21 % al 10 % de forma temporal desde julio de 2021 y el impuesto eléctrico del 5,1127 % al 0,50 % de forma temporal desde septiembre de 2021, así como la supresión del IVPEE, también de forma temporal. Este último no se ve reflejado en la factura de los consumidores domésticos, aunque sí les afecta.
El porcentaje de la factura dedicado a impuestos en septiembre de 2021 es del 10,55 %. Anteriormente, con el IVA del 21 % y el impuesto eléctrico del 5,1127 %, era del 27,1864 %. El IVA se aplica sobre el total de la factura, incluidos la potencia contratada, el consumo, el alquiler del contador y el impuesto eléctrico (que en realidad es una doble imposición). El impuesto eléctrico se aplica sobre la potencia contratada y el consumo. El gobierno volvió a subir el IVA al 21 % en marzo de 2024 tras volver el precio de la electricidad a precios anteriores, pero lo volvió a bajar al 10 % en julio debido a que se produjo un nuevo encarecimiento. En junio, el Gobierno aprobó un decreto ley que marca que cuando el precio de la electricidad supere los 45 euros por megavatio hora en el mercado mayorista, se bajará el IVA automáticamente.

##### Alquiler del contador
En 2007 se aprobó la Orden IET/290/2012, de 16 de febrero, por la que se revisan las tarifas eléctricas a partir del 1 de enero de 2008 en lo relativo al plan de sustitución de contadores. Esto implicaba que todos los contadores de medida en suministros de energía eléctrica con una potencia contratada de hasta 15 kW deberían ser sustituidos por nuevos equipos que permitiesen la discriminación horaria y la telegestión antes del 31 de diciembre de 2018. En 2020 casi el 100 % de los clientes ya contaba con uno. El alquiler de estos equipos suele representar algo más del 1 % de la factura de la electricidad de un hogar medio en verano de 2021. El CUPS de Endesa empieza por ES0023, Iberdrola por ES0021, Naturgy por ES0022 y TotalEnergies por ES0026.

##### Otros
- Los pagos a la industria electrointensiva en concepto de interrumpibilidad suponen 749 millones de euros.[35][44]
- La moratoria nuclear suponía 75 millones de euros, consecuencia de la decisión política de parar la construcción de centrales nucleares. Saldado completamente en 2015.[45][46]
- Finalmente, existen otros conceptos de mucha menor entidad hasta alcanzar un total de 216 057 millones de euros.

## Controversias
El suministro de la electricidad en España es un tema que ha generado y genera una notable controversia pública, donde los propios agentes del sistema (generadores tradicionales o renovables, comercializadoras, asociaciones de consumidores, operadores del mercado o del sistema), asociaciones ciudadanas (empresariales, medioambientales y de otros tipos) y partidos políticos mantienen posiciones a menudo antagónicas. Se han realizado documentales denunciando el oligopolio y existen una serie de temas que son objeto de discusión recurrente:

### Proceso de privatización y liberalización
Existen posiciones contrarias al proceso de liberalización en sí, que sostienen que el antiguo sistema regulado existente antes de la reforma, o una variedad del mismo, era más eficiente que el actual sistema. A menudo (aunque no necesariamente siempre) estas críticas se basan en el posible ejercicio de poder de mercado por parte de las empresas eléctricas que actúan como monopolio o cartel ya que «es mentira que sea posible crear un mercado eléctrico competitivo» ante un bien básico y esencial que no admite una libre competencia real ya que su producción, transporte y comercialización está limitada y constituye un monopolio natural, que según algunos autores, se ha constituido en la Unión Europea y que incluye a España y que no admite competencia sino optimización.

### Oligopolio
Existen cinco compañías que agrupan alrededor del 90 % de las ventas o comercialización a clientes finales y alrededor del 60 % de las ventas en el mercado mayorista:
- Endesa
- Iberdrola
- Naturgy
- TotalEnergies
- EDP
- Repsol

En muchas ocasiones se ha criticado que estas cuatro empresas estarían funcionando a modo de oligopolio. En 2011, la Comisión Nacional del Mercado de Valores impuso una multa de 61 millones de euros a Endesa, Iberdrola, Gas Natural Fenosa (actual Naturgy), Hidroeléctrica del Cantábrico (actual TotalEnergies). Se les acusa de haber pactado precios y otras condiciones comerciales, así como de obstaculizar a los usuarios la posibilidad de poder cambiarse de empresa comercializadora, denegando el acceso a los datos de los clientes.

### Mecanismo de fijación de precios
Existen también críticas al sistema de fijación de precios mediante mecanismos marginalistas, es decir, que el precio lo fija la fuente de energía más cara cuya oferta haya sido aceptada. Normalmente las fuentes de energía más caras son los combustibles fósiles, como el petróleo, el carbón o el gas, pues deben importarse y transportarse, a menudo desde muy lejos a la central de producción, y, además, cuentan con impuestos que penalizan la emisión de gases contaminantes y de efecto invernadero. Las más baratas son las renovables, pues utilizan recursos naturales. Por tanto, la electricidad producida con energía eólica o hidráulica, mucho más barata, se le acaba cobrando al consumidor al precio de la energía más cara en ese momento, lo que supone un precio muy superior al coste de producción. Este sistema ha sido muy criticado porque maximiza los beneficios de las cuatro importantes compañías eléctricas del país.
Iberdrola desembalsó en verano de 2021 más de un 70 % del agua almacenada en el embalse de Ricobayo, provincia de Zamora, para producir electricidad, en un momento en el que el precio final de la electricidad alcanzaba máximos históricos. La energía producida con el desembalse se pagó al precio del gas, muy elevado en ese momento, mientras que la energía hidráulica es una de las más baratas. La ministra para la Transición Ecológica del Gobierno de España, Teresa Ribera, llegó a calificar la maniobra de escandalosa.
Aunque este mecanismo proporciona, en teoría, los incentivos óptimos para la operación e inversión, se argumenta en ocasiones que es muy vulnerable al posible ejercicio del poder de mercado. Habitualmente se sugiere su substitución por un mecanismo pay-as-bid, raramente usado (siendo el mercado de ajustes en Gran Bretaña quizá la excepción más relevante) y que, se argumenta por parte contraria, puede originar serios problemas de eficiencia debido a la necesidad de los agentes de anticipar las ofertas de la competencia.

#### Beneficios caídos del cielo
Al cobrarse las energías más baratas de producir al precio de las más caras, las eléctricas consiguen unos márgenes de beneficio desproporcionados. Se conocen como windfall profits, «beneficios caídos del cielo». Joan Baldoví, diputado de Compromís por la provincia de Valencia en el Congreso de los Diputados, saltó a la escena mediática criticando que «pagamos un bocata de calamares a precio de caviar iraní» y añadió que «hay que acabar de una vez con este timo. Hay que hacer auditorías para saber lo que cuesta la luz y pagar por lo que vale realmente».
El gobierno presidido por Pedro Sánchez, del Partido Socialista Obrero Español y Podemos, recortó estos beneficios para atenuar la subida del precio de la luz ocasionada por la subida histórica del precio del gas. La patronal del sector de la energía nuclear amenazó con el cierre anticipado de las centrales nucleares. El decreto para realizar el recorte, hasta marzo de 2021, luego prorrogado a junio, fue aprobado en el Congreso de los Diputados el 15 de octubre de 2021. PNV, Junts y PDeCAT se abstuvieron. PP, Vox y Ciudadanos votaron en contra.

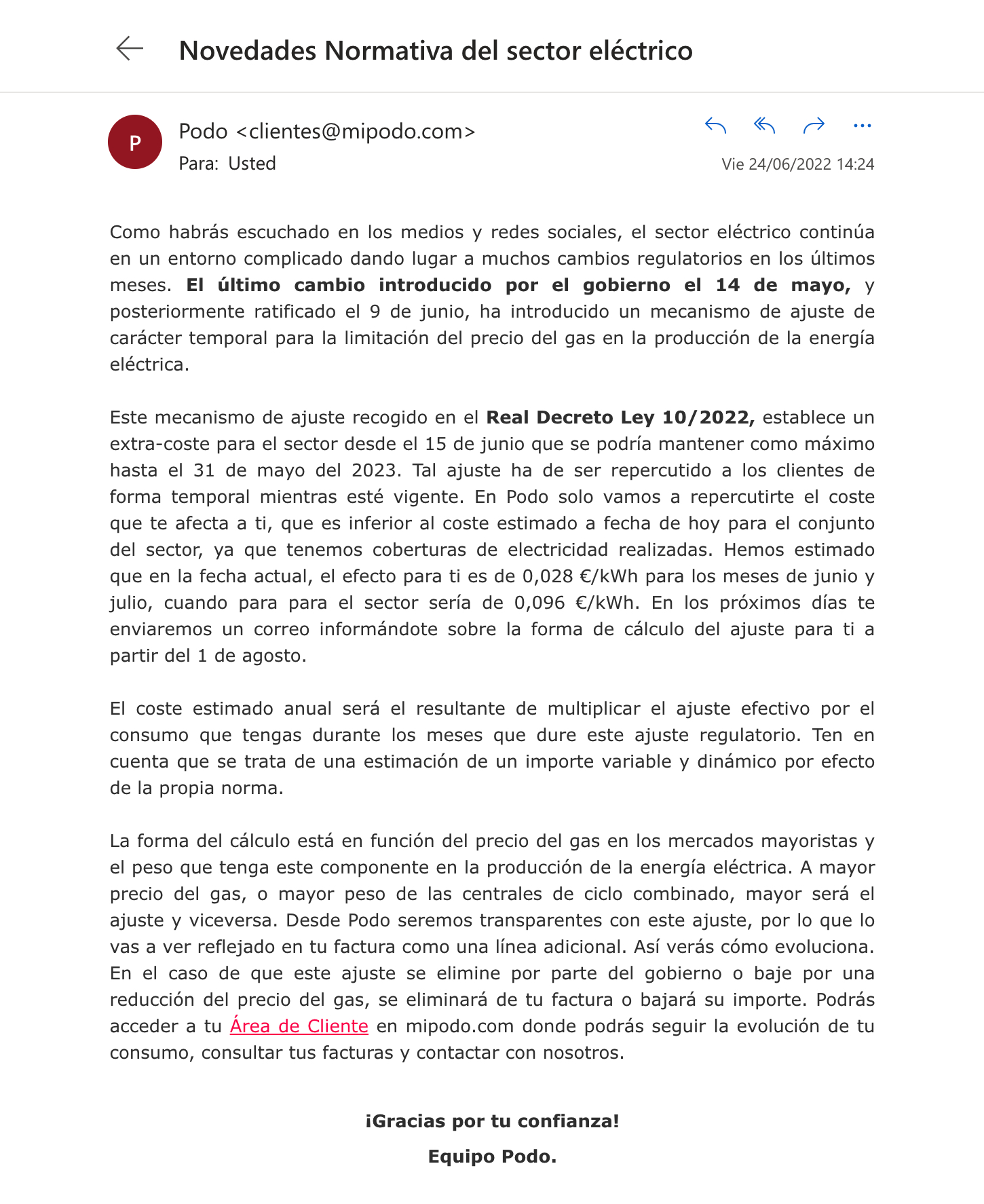
Email de Podo, comercializadora del mercado libre, anunciándoles a sus clientes que les trasladaba parte del gasto que la comercializadora debía asumir por el llamado «tope al gas»

#### Excepción ibérica
En otoño de 2021, el gobierno del PSOE y Podemos, presidido por Pedro Sánchez, propuso a la Unión Europea reformular el sistema mayorista de fijación de precios. Tras las reticencias de varios países a reformarlo, el gobierno de España pidió poder regular el precio de forma diferenciada. Finalmente, en marzo de 2022, y como consecuencia de la invasión rusa de Ucrania, que disparó aún más la brecha de los precios del gas con respecto a otras fuentes, la Unión Europea aceptó modificar de forma temporal los precios únicamente en España y Portugal, debido a su menor dependencia del gas y mayor implantación de las energías renovables con respecto a otros países. La Comisión Europea dio el visto bueno a la modificación pactada el 8 de junio de 2022, entrando en vigor en España el 15 de junio, con una duración de un año y unas condiciones distintas a las planteadas inicialmente por el Gobierno a la Comisión Europea, especialmente en relación con la financiación de la medida, pues el Gobierno pretendía simplemente que el gas no definiese el precio de las demás energías, reduciendo sobremanera los «beneficios caídos del cielo». Finalmente, además de reducir estos beneficios, se impone un tope al precio del gas en lugar de desvincularlo del de las demás fuentes, fijándose en 40 €/MWh durante 6 meses, para incrementar desde entonces 5 €/MWh por mes hasta acabar en 70 €/MWh, lo que se deberá reembolsar a las eléctricas a través de la venta de energía a Francia y un gravamen a las comercializadoras del mercado libre, que podrían subir el precio a los clientes. La presidenta de la Comisión Europea, Ursula von der Leyen, se mostró entonces a favor de la reforma del mercado.

### Déficit de tarifa
El déficit de tarifa o déficit tarifario en el sector eléctrico español tiene su inicio en el año 2000 y hace referencia a la diferencia entre lo que los consumidores pagan a las empresas eléctricas españolas y los costes reales que la normativa reconoce por suministrarles electricidad. La deuda por el déficit de tarifa superó la cifra de 30 000 millones en 2014.
Viene ocasionado de la decisión tomada a partir de la liberalización del mercado realizada por el gobierno presidido por José María Aznar, del Partido Popular, que continuarían después el presidido por José Luis Rodríguez Zapatero, del Partido Socialista Obrero Español, y Mariano Rajoy Brey, del Partido Popular, pues ante la subida del precio de la factura de la luz y el creciente enfado de los consumidores, comenzaron a aplicar una política de congelación del precio al margen de la subida de los costes declarados de la energía, que se transformó en «deuda», e intereses, de los consumidores con las empresas productoras de electricidad. Se critica que fue una decisión populista que solo consiguió poner un parche coyuntural al problema estructural de la subida del precio de la luz, creando un problema mayor, pues los consumidores acabarían pagando más caro después lo que no pagaron entonces.

### Confusión de los clientes
A menudo se alude a que las eléctricas complican la presentación de los ya complicados esquemas de la factura de la luz para confundir al usuario. Solo el 11 % de los usuarios dice entender completamente la factura de la luz. «En caso de tener los suministros mal contratados, puede suponer un antes y un después, cantidad que suele ser mayor en colectivos en situación de vulnerabilidad, ya que pueden ser beneficiarios del bono social», señalan desde la Fundación de Familias Monoparentales Isadora Duncan. «Ningún año la oferta del mercado libre ha sido más barata que la del mercado regulado, pese a los presuntos descuentos ofertados por las eléctricas, por lo que estar en el mercado regulado es la vía más sencilla para ahorrar, aunque no siempre la más ética o ecológica», resaltan. Entre 2021 y 2022, con la circunstancia de los máximos históricos del precio del gas y la invasión rusa de Ucrania de 2022, sí podían encontrarse en el mercado libre precios más baratos que los ofrecidos en el regulado. El 5 de mayo de 2022, en unas polémicas declaraciones, el presidente de Iberdrola, José Ignacio Sánchez Galán, indicó que «solamente los tontos que siguen con la tarifa regulada marcada por el Gobierno pagan ese precio [más caro]».
En noviembre de 2022 se conoció que Iberdrola había programado la web de su tarifa regulada del gas, más barata, para que no pudiera encontrarse en las búsquedas de Google.

### Centrales amortizadas
Las compañías eléctricas pueden pedir permiso para instalar aerogeneradores que usen el viento del espacio aéreo español o centrales hidroeléctricas que usen el agua de los ríos del Estado para producir energía eléctrica y ganar dinero con ello, además de ofrecer un servicio esencial como es el de la electricidad. El Estado, a cambio de la inversión que realizan, les otorga la concesión de esos recursos naturales durante un periodo de tiempo determinado. A menudo se argumenta que muchas centrales están «amortizadas» mucho antes de la fecha de finalización de la concesión. Las cuentas de las compañías propietarias muestran que, en general, no lo están desde el punto de vista formal contable. Por ello la discusión suele derivar a una sobre la «sobre-remuneración» de estas plantas durante el período regulado anterior a 1997 y/o durante el posterior período liberalizado. Las compañías propietarias niegan que haya habido dicha «sobre-remuneración» y hablan más bien de una «infra-remuneración» que no permite recuperar el coste de las centrales.
La central hidroeléctrica de la presa de Ricobayo, en la provincia de Zamora, comenzó a funcionar en enero de 1935. Se le otorgó un periodo de concesión de 75 años, por lo que en 2010, la infraestructura debería ser entregada al Estado. Iberdrola presentó en 1990 un nuevo plan de reforma y ampliación que añadiría a la central ya existente, Ricobayo I, otra nueva central, Ricobayo II, con 151 MW. Con esta inversión de 7651 millones de pesetas, el gobierno de Felipe González prorrogó 30 años la fecha en la que Iberdrola debería devolver al Estado el embalse, en 2040, por lo que disfrutaría de su uso durante un total de 108 años. Esto infringiría la ley de 1964 que limitaba a un máximo de 99 años las concesiones hidráulicas que se otorgaban.

### Puertas giratorias
Se critica que miembros del gobierno de España, e incluso ministros de Industria, después de abandonar el cargo sean contratados por empresas eléctricas que operan en España.
| Empresa                 | Político                    | Partido político            | Cargos públicos ejercidos                                                          |
| ----------------------- | --------------------------- | --------------------------- | ---------------------------------------------------------------------------------- |
| Gamesa                  | Benita Ferrero Waldner      | Partido Popular Austríaco   |                                                                                    |
| Endesa                  | Luis de Guindos             | Partido Popular             | Ministro de Economía                                                               |
| Endesa                  | Elena Salgado               | PSOE                        | Ministra de Industria                                                              |
| Endesa                  | José María Aznar            | Partido Popular             | Presidente del Gobierno                                                            |
| Endesa                  | Manuel Pizarro              | Partido Popular             |                                                                                    |
| Endesa                  | Pío Cabanillas Alonso       | Partido Popular             | Ministro Portavoz del Gobierno                                                     |
| Endesa                  | Rodolfo Martín Villa        | Unión de Centro Democrático | Ministro del Interior                                                              |
| Abengoa                 | Josep Borrell               | PSOE                        | Presidente del Parlamento Europeo                                                  |
| Red Eléctrica de España | Luis Atienza                | PSOE                        |                                                                                    |
| Red Eléctrica de España | María Ángeles Amador Millán | PSOE                        |                                                                                    |
| Red Eléctrica de España | Arantxa Mendizábal          |                             |                                                                                    |
| Red Eléctrica de España | Miguel Boyer                | PSOE                        | Ministro de Economía y Hacienda                                                    |
| Red Eléctrica de España | José Folgado                | Partido Popular             | Secretario de Estado de Economía                                                   |
| Enagás                  | José Luis Olivas Martínez   | Partido Popular             | Presidente de la Generalidad Valenciana                                            |
| Enagás                  | Joseba Andoni Aurrekoetxea  |                             |                                                                                    |
| Enagás                  | Ramón Pérez Simarro         | PSOE                        |                                                                                    |
| Enagás                  | Enrique Martínez Robles     |                             |                                                                                    |
| Iberdrola               | Fernando Becker             |                             |                                                                                    |
| Iberdrola               | Manuel Amigo                | PSOE                        |                                                                                    |
| Iberdrola               | Braulio Medel               |                             |                                                                                    |
| Iberdrola               | José Luis Olivas Martínez   | Partido Popular             | Presidente de la Generalidad Valenciana                                            |
| Iberdrola               | Ángel Acebes                | Partido Popular             | 1                                                                                  |
| Iberdrola               | Antonio Miguel Carmona      | PSOE                        | Portavoz del PSOE en el Ayuntamiento de Madrid y diputado en la Asamblea de Madrid |
| Gas Natural             | Felipe González             | PSOE                        | Presidente del Gobierno                                                            |
| Gas Natural             | Narcís Serra                | PSOE                        | Vicepresidente del Gobierno de España                                              |

### Impuesto al Sol
La producción de electricidad para autoconsumo mediante paneles fotovoltáicos o de agua caliente mediante energía solar térmica es una modalidad de creciente popularidad entre los consumidores en España y en otros países, gracias al abaratamiento de los precios de los paneles solares y de las baterías de almacenaje. 
El 18 de julio de 2015, el Gobierno de España, presidido por Mariano Rajoy, del Partido Popular, impuso un «peaje de respaldo» o impuesto al autoconsumo eléctrico, más conocido mediáticamente como «impuesto al Sol», estableciendo la regulación de las condiciones administrativas, técnicas y económicas para las modalidades de suministro eléctrico a consumidores con autoconsumo y a consumidores asociados a instalación de producción con autoconsumo. Entre ellas, introdujo la imposibilidad de verter a la red el exceso de energía que produzca la instalación de autoconsumo para recuperarla después en el momento en que haga falta, un sistema conocido como «balance neto», que aplican la mayoría de los países que regulan el autoconsumo. Se considera que esto desmotivó la producción de electricidad para el autoconsumo, en un momento en el que se busca promover las energías renovables y reducir las emisiones de gases de efecto invernadero. Los críticos argumentaron además que era un impuesto para evitar que las empresas eléctricas perdiesen dinero y la Asociación Nacional de Productores e Inversores de Energías Renovables lo denunció ante el Tribunal Supremo, pero este lo desestimó argumentando que se trataba de una contribución a los costes del sistema.
Estuvo vigente hasta 2018, cuando lo derogó el gobierno presidido por Pedro Sánchez, del Partido Socialista Obrero Español. Teresa Ribera, ministra para la Transición Ecológica, indicó que se busca paliar «el retraso de España en esta materia», ya que no es lógico que «un país rico en sol como España cuente con 1000 instalaciones, frente al millón que tiene Alemania».